# Nageia maxima
Nageia maxima — вид хвойних рослин родини подокарпових.

## Поширення, екологія
Країни поширення: Малайзія (Саравак). Це підліскове дерево або чагарник, що росте на торф'яних болотах і рівнинних лісах.

## Опис
Це випростаний кущ чи дерево, 1–10 м. Листя (8)16–34 × (3)6–9.5 см, загострені, 2.5–3.5 рази довші ніж у ширину; черешок 4–10 мм. Пилкові шишки ростуть у групах до 9 на 3–10 мм стеблах, 12–20 × 2,5–3 мм.

## Використання
Використання не було записане для цього виду.

## Загрози та охорона
Широке перетворення торф'яних боліт для плантації олійних пальм є основною загрозою для цього виду. Розширення міст та інфраструктури є вторинними загрозами в той час як рубки рівнинних лісів також побічно вплинули на цей вид. Вид записаний в Bako National Park.